# Manio Acilio Faustino
Manio Acilio Faustino (en latín: Manius Acilius Faustinus) fue un senador romano que desarrolló su carrera política a finales del siglo II y comienzos del siglo III, bajo los imperios de Cómodo, Pertinax y Septimio Severo.

## Familia
Miembro de la gens Acilia, familia de rancio abolengo con rango patricio, era hijo de Manio Acilio Glabrión, dos veces cónsul, uno como suffectus hacia 167, bajo Marco Aurelio y el otro ordinario en 186, bajo Cómodo, y sobrino de Manio Acilio Faustino, con quien compartía el nombre.

## Carrera
Su único cargo conocido fue el de consul ordinarius en 210, bajo Septimio Severo, lo que entraña cercanía con la nueva dinastía Severa.

## Descendencia
Tuvo un hijo llamado Claudio Acilio Cleobolo, cuya hija, Acilia Gavinia Frestana, mantenía viva la memoria de su padre y de su abuelo a mediados del siglo III. y una hija, Acilia Maliola, quien también mantenía viva la memoria de su padre, de su abuelo y de su bisabuelo hacia 230-240.